# 석곡로
구산로(Seokgok-ro)는 경상남도 창원시 마산합포구 구산면 군령삼거리 에서 창원시 마산합포구 구산면  를 잇는 경상남도의 도로이다.

## 주요 경유지
경상남도
- 창원시 마산합포구 (구산면)

## 노선
| 이름        | 접속 노선                 | 소재지 | 소재지     | 소재지 | 비고 |
| ----------- | ------------------------- | ------ | ---------- | ------ | ---- |
| 군령삼거리  | 해양관광로                | 창원시 | 마산합포구 | 구산면 |      |
| 사슥이고개  |                           | 창원시 | 마산합포구 | 구산면 |      |
| 석곡 교차로 | 국도 제5호선 (구산중앙로) | 창원시 | 마산합포구 | 구산면 |      |
| 수정삼거리  | 구산로                    | 창원시 | 마산합포구 | 구산면 |      |